# Eleccions parlamentàries finlandeses de 1954
Les eleccions parlamentàries finlandeses del 1954 es van celebrar els dies 7 i 8 de març de 1954. El partit més votat fou el socialdemòcrata. D'antuvi es formà una coalició de dretes dirigida pel centrista Urho Kekkonen, però el 1956 el socialdemòcrata Karl-August Fagerholm fou nomenat primer ministre de Finlàndia.

## Resultats
|                          |                                      |           |        |          |     |  |
| Partit                   | Partit                               | Vots      | %      | Escons   | +/– |  |
|                          | Partit Socialdemòcrata               | 527,094   | 26.25  | 54 / 200 | 1   |  |
|                          | Lliga Agrària                        | 483,958   | 24.10  | 53 / 200 | 2   |  |
|                          | Lliga Democràtica Popular Finlandesa | 433,251   | 21.57  | 43 / 200 | =   |  |
|                          | Partit de la Coalició Nacional       | 257,025   | 12.80  | 24 / 200 | 4   |  |
|                          | Partit Popular                       | 158,323   | 7.88   | 13 / 200 | 3   |  |
|                          | Partit Popular Suec                  | 135,768   | 6.76   | 12 / 200 | 2   |  |
|                          | Lliga Liberal                        | 6,810     | 0.34   | 0 / 200  | =   |  |
|                          | Coalició d'Åland                     | 4,651     | 0.23   | 1 / 200  | =   |  |
|                          | Partit dels Petits Grangers          | 1,040     | 0.05   | 0 / 200  | =   |  |
|                          | Altres                               | 337       | 0.02   | 0 / 200  | =   |  |
| Total                    | Total                                | 2,008,257 | 100    | 200      | =   |  |
|                          |                                      |           |        |          |     |  |
| Vots vàlids              | Vots vàlids                          | 2,008,257 | 99.47  |          |     |  |
| Invàlids / en blanc      | Invàlids / en blanc                  | 10,785    | 0.53   |          |     |  |
| Vots totals              | Vots totals                          | 2,019,042 | 100.00 |          |     |  |
| Votants Registrats       | Votants Registrats                   | 2,526,969 | 79.90  |          |     |  |
| Font: Tilastokeskus 2004 |                                      |           |        |          |     |  |